# Portugálok
A portugálok (portugálul: "os Portugueses") többségükben Portugália és Délnyugat-Európa területén élő, portugál nyelvet beszélő népcsoport. A portugál nép nyelve a portugál, fő vallása a római katolikus.
A portugál gyarmatbirodalom és az afrikai, ázsiai és amerikai gyarmatosítás, illetve a jelenkori migrációk eredményeként jelentős portugál közösségek élnek a világ számos országában

## Általános jellemzőik

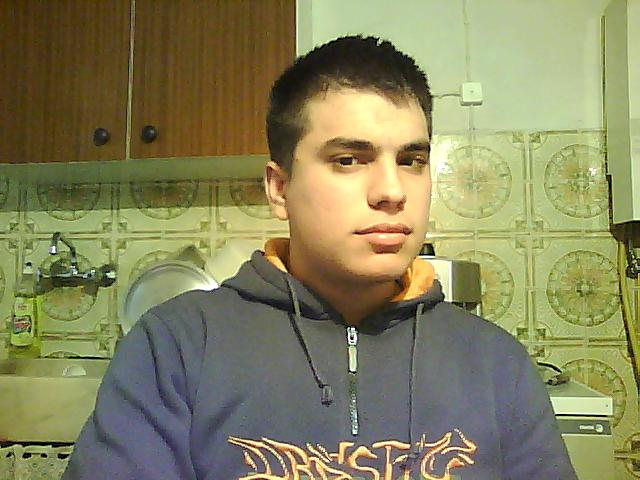
A portugálok nagyrészt a mediterrán rasszhoz tartoznak

A portugálokra jellemző a világostól sötétbarna haja, barna szem, azonban a szőke haj és a kék vagy zöld szem is rendszeresen előfordul. Viszonylag gyakran előfordul a gesztenyevörös v. sötétvörös haj, az igazi vörös hajszín azonban aránylag ritka.

## Etnikai besorolás
Az Ibériai-félsziget lakossága, ahol a portugálok túlnyomó többsége él, antropológiai szempontból homogénnek tekinthető. A portugál nép rokonságban áll az Európa atlanti partvidékén, Nyugat-Európában és a mediterrán térségben élő népekkel.

### Származásuk

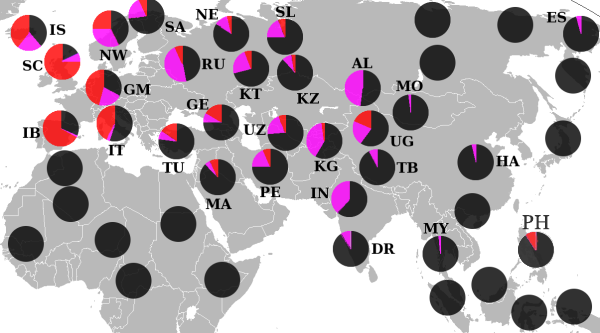
Az R1a (lila) és R1b (vörös) haplocsoportok megoszlása Európában

A mai Portugália területének első lakosai az őskőkorszak során érkeztek ide, kb. Kr. e. 35 - 40 000 évvel. A genetikai kutatások szerint a mai portugál népesség jelentős részében megtalálhatók ezeknek az ősöknek a nyomai. Az Ibériai-félsziget a modern emberek egyik jelentős élőhelye volt az utolsó jégkorszak alatt, és a jégtakaró visszahúzódását követően jelentős kivándorlás indult meg innen az őskőkorszak és a középső kőkorszak alatt Nyugat-Európa, elsősorban a Brit-szigetek és az atlanti partvidék felé. Bryan Sykes, Stephen Oppenheimer és Spencer Wells genetikusok a haplocsoportok elemzése alapján arra a következtetésre jutottak, hogy az Ibériai-félszigetről kivándorlók jelentős hatást gyakoroltak a mai Skócia, Írország és Wales népességére. Az Y-kromoszómán található R1b haplocsoport a legelterjedtebb az Ibériai-félszigeten és Nyugat-Európában. Az R1b csoporton belül leírt Atlantic Modal Haplotype vagy AMH legnagyobb gyakorisággal az Ibériai-félszigeten és a Brit-szigeteken fordul elő, amely a portugálok és a nyugat-európai népek genetikai rokonságát igazolja.
Az Ázsia nyugati részéről és a Közel-Keletről kiinduló újkőkorszaki bevándorlás Kr. e. 10 000 körül érte el Európát és annak déli részét. Kb. a Kr. e. 3. évezredben érték el az Ibériai-félszigetet az első indoeurópai nyelvcsaládhoz tartozó törzsek. A Kr. e. 7. és 5. században ezeket követték a kelta törzsek betelepülése. Az első városias településeket a félsziget déli részére, a partvidék mentén betelepülő föníciai és görög telepesek hozták létre.

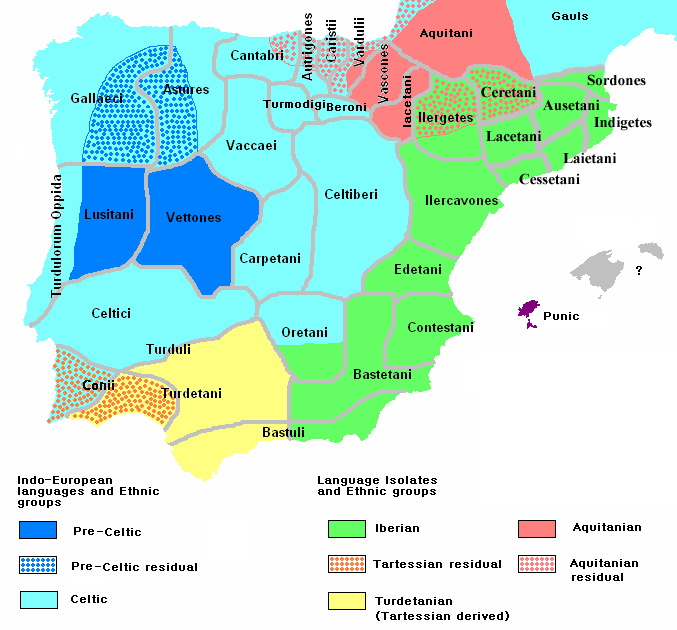
Az Ibériai-félsziget etnográfiai és nyelvi térképe Kr. e. 200 körül

Ez a két fő betelepülési szakasz, az őskőkorszaki és az újkőkorszak utáni határozza meg markánsan az Ibériai-félsziget lakosainak, köztük a portugál nép karakterét: a part mentén, délkeleten mediterrán, míg északnyugaton kontinentális. Ennek megfelelően a portugál nép az pre-indo-európai népcsoportok, pre-kelta (ibérek) és kelta csoportok keverékéből (keltibérek) alakult ki.
A római hódítás (Kr. e. 2. század) ismét nagy hatással volt az Ibériai-félsziget népeire: a hódítók kultúráját olyan mértékben átvették, hogy maga a portugál nyelv is a latin nyelvből származik. A Római Birodalom bukása után a népvándorlás során germán és szláv eredetű törzsek települtek be, egy részük továbbköltözött Észak-Afrikába, mások asszimilálódtak. A 8. század során jelentős számú mór hódító telepedett be az Ibériai-félszigetre. A Reconquista után a legtöbb arab és zsidó származású portugált kiutasították a királyság területéről, helyüket Európa nyugati és északi részéről származó keresztesek foglalták el.

#### A mór hódítás genetikai hatása
Számos tanulmány és kutatás foglalkozik a közel nyolc (Portugália területén hat) évszázados mór hódítás következményeivel. A közelmúltban végzett genetikai kutatások kimutatták Ibéria egyes részei és Észak-Afrikai néhány régiója közötti kapcsolatot. Az Ibériai-félszigeten a legjelentősebb Európában az E-M81 és U6 haplocsoportok előfordulása. Azonban a kutatók véleménye eltér abban, hogy ezt az újkőkorszaki bevándorlások vagy inkább a mór hódítás eredményezte, vagy pedig a Földközi-tenger medencéjében élő népek közös genetikai örökségéhez tartozik. Portugáliában az Afrika északnyugati részére jellemző Y-kromoszóma haplocsoportok (mint pl. E-M81) a népesség 7,1%-ában fordulnak elő, míg a jellegzetesen észak-afrikai eredetű U6 haplocsoport Portugália északi részén megtalálható. Az U6 a prtugálok 4-6%-ában van jelen, de mivel ez Afrikában sem tartozik az elterjedt haplocsoportok közé, ezért a teljes észak-afrikai genetikai behatást Portugália északi részén 27%-ra becsülik.
Az újabb genetikai kutatások az észak-afrikai és arab behatásokat elhanyagolhatónak tekintik a korábbi népvándorlásokhoz viszonyítva. Azonban egy másik kutatás (Spínola et al. 2005) során a humán leukocita antigének (HLA) kódolásáért felelős géneket vizsgálta, és arra a következtetésre jutottak, hogy a portugálokat számos bevándorlási hullám érte el Európából és Észak-Afrikából. A tanulmány szerint Portugália északi és déli része mutat jelentős afrikai genetikai behatást. Ezt azzal magyarázták, hogy a mór hódítás idején Portugália északi, hegyes részére húzódtak vissza az Ibériai-félsziget lakói (akik az ősi bevándorlások genetikai nyomait hordozták), míg a déli részen a mór hódítók közvetlenül otthagyták nyomaikat az arab hódítás nyomán betelepedő berberek révén.

#### Közel-Keleti behatások
Egy 2008-ban közzétett tanulmány szerint a mai portugálok 30%-a (23,6% északon, 36,3% délen) rendelkezik olyan DNS állománnyal, amely a férfi szefárd zsidó örökségre vezethető vissza, míg kb. 14%-uk (11,8% északon, 16,1% délen) rendelkezik mór ősökkel. Ezek az adatok alátámasztják, hogy a félszigeten élő zsidók és mórok nagy része (magától vagy kényszer hatása alatt) felvette a kereszténységet, hogy elkerülje a reconquista-t követő szociális és vallási elnyomást. A genetikai elemzés alapján a szefárd behatás korábbi, mint a mór.

## Kultúra, nyelv és vallás

### Kulturális hatások
Az Ibériai-félszigeten a történelem során megfordult népek mind hagytak kulturális nyomokat. Az egyik első csoport volt a föníciai telepesek, akik Kr.e. 2. század előtt hoztak létre kisebb településeket. A kelta bevándorlás után következett a római hódítás, majd a birodalom bukása után különféle népcsoportok: vandálok, alánok, vizigótok érkeztek az 5. századig. A kelták kulturális öröksége Galicia területén a legerősebb, nagyon közel áll Írország kultúrájához; különösen jellemző a népzenében használt kelta duda, a gaita.
A 8. században az Észak-Afrikából érkező arabokat, pontosabban mórokat (arab és berber nomád népcsoportok) északról a kasztíliai spanyolok hamar visszaverték (Reconquista), ám a déli területeket hosszú ideig uralmuk alatt tartották, így az arab kultúra és építészet elsősorban a félsziget déli részén hagyott nyomokat maga után. Jelentős kulturális örökséget hagytak a Portugália területére betelepülő zsidók is (szefárdok vagy marranók).

### Nyelv

A világ országai, ahol a portugál hivatalos nyelv

A portugál nyelv az indoeurópai nyelvcsalád itáliai ágán az újlatin nyelvek nyugati, azon belül ibériai csoportjába tartozik. Több mint 210 millió ember anyanyelve, amivel a spanyol után a második legtöbb beszélővel rendelkező újlatin nyelv, a világ nyelvei közül pedig az 5-7. helyen áll.
A mai sztenderd portugál nyelvváltozat – a Spanyolországban beszélt, konzervatívabb galiciaival együtt – a középkori gallegoportugál (óportugál) nyelvből fejlődött ki, amelynek őse a Római Birodalom Hispania tartományának északnyugati csücskén (ma Galicia) beszélt vulgáris latin dialektusok összessége. A nyelv a 15–16. században terjedt el világszerte, amikor Portugália megteremtette az első és leghosszabb életű modern gyarmati és kereskedelmi birodalmat (1415-1975), amely Dél-Amerikától (Brazília) egészen Kínáig (Makaó) terjedt. Ennek következtében a portugál mára sok független ország hivatalos nyelve, és sokak által beszélt és tanult idegen nyelv. Létezik számos portugál kreol nyelv is szerte a világban: fontos kisebb nyelvcsoport van például Andorrában, Luxemburgban, Namíbiában és Paraguayban. A portugál nyelvet többek között az alábbi jelzőkkel szokták illetni: „A lingua de Camões” („Camões nyelve”), Luís de Camões, a Luziádák (Os Lusíadas) írója után; „A última flor do Lácio” („Latium utolsó virága”), Olavo Bilac szerint, vagy „édes nyelv”, Cervantes szerint. A portugál anyanyelvűeket szokás luzofónnak is nevezni (az elnevezés a római kori tartományi névből, a Lusitaniából ered).

#### Nyelvjárások
Portugália lakosságának túlnyomó része (kb. 10,2 millió fő) a portugál nyelv európai nyelvjárását beszéli.
Kb. 15 000 fő beszéli a mirandéz nyelvet (mirandés, lhéngua mirandesa) Miranda do Douro, Vimioso és Mogadouro településeken, amely a leóni nyelv rokona.
A legkisebb helyi nyelvjárás, a kb. 2000 fő által használt barranquenho, amelyet a szomszédos spanyol Extremadura régió nyelve befolyásolt és Barrancos városban, illetve Extremadura és Andalúzia portugál határvidékén beszélnek.

### Vallás
A portugálok vallásuk szerint 90–95%-ban katolikusok, a maradék főleg protestáns és egyéb vallású.

## A portugál diaszpóra
| Ország                | Összesen  |
| --------------------- | --------- |
| Összesen              | 5 485 373 |
| Európa                | 1 806 292 |
| Franciaország         | 798 837   |
| Egyesült Királyság    | 500 000   |
| Németország           | 170 000   |
| Svájc                 | 152 826   |
| Spanyolország         | 126 651   |
| Luxemburg             | 54 490    |
| Belgium               | 38 000    |
| Euróra többi országa  | 28 422    |
| Amerika               | 3 281 853 |
| Egyesült Államok      | 1 471 549 |
| Brazília              | 1 000 000 |
| Venezuela             | 550,000   |
| Kanada                | 415 000   |
| Guyana                | 50 000    |
| Bermuda               | 2400      |
| Amerika többi országa | 24 776    |
| Afrika                | 731 228   |
| Dél-Afrika            | 300 000   |
| Angola                | 367 908   |
| Mozambik              | 54 355    |
| Afrika többi országa  | 8965      |
| Ázsia                 | 30 000    |
| Óceánia               | 56 000    |

A portugál gyarmatbirodalomnak köszönhetően az egész világon elérheti a 100 milliót azoknak a száma, akik portugál ősökkel rendelkezek. A 16. századtól kezdve Portugália sorra létesítette gyarmatait Indiában, Dél-Amerikában, Makaón, Kelet-Timoron, Malájziában, Indonéziában és Afrikában. 1886 és 1966 között többen vándoroltak ki Portugáliából a gyarmatokra, mint bármelyik másik nyugat-európai országból (Írország kivételével). 1850 és 1950 között csak az Egyesült Államokban és Brazíliában közel kétmillió portugál telepedett le. Közel negyvenmillió brazilnak van közvetlen portugál őse a 19. és 20. századi bevándorlásnak köszönhetően. Brazília lakosságából közel 1,2 millió fő számítanak a portugálok közé. Significant verified Portuguese minorities exist in
Jelentős portugál közösségek élnek a világ számos országában (ld. táblázat). Európában főleg Németország és az Egyesült Királyság volt a kivándorlás célpontja. Amerikában pedig az Egyesült Államok és Brazília. Az USA-ban New Jersey, Új-Anglia és Kalifornia államokban élnek jelentős portugál közösségek, illetve a Hawaii szigeteken élnek portugálok 150 éve. Kanadában különösen Ontario, Quebec és British Columbia területén élnek jelentős számban portugálok, akik az 1940-es évek óta települtek be. Argentína és Uruguay is a 20. század során vált a portugál kivándorlók célpontjává. Portugál halászok, földművesek és kétkezi munkások nagy számban élnek a Karib-tenger szigetein: Bermuda (a népesség 3,75% - 10%-a portugál eredetű), Guyana (4,3% 1891-ben), Trinidad és Barbados szigeteken jelentős közösségek telepedtek le.
A 20. század kezdetén a portugál kormányzat aktívan támogatta a kivándorlást az afrikai portugál gyarmatok, Angola és Mozambik felé, és az 1970-es évekre (a függetlenség kivívása előtt) közel 1 millió portugál lakott itt. Közülük kb. 800 000 fő visszatért Portugáliába 1975 után, amikor Portugáliában is véget ért a diktatúra és az afrikai gyarmatok véres küzdelmek után kivívták függetlenségüket. A telepesek egy része Brazíliába, mások Dél-Afrikába költöztek. 1989-ben a becslések szerint 4 millió portugál élt Portugália határain kívül, elsősorban Franciaország, Németország, Brazília, az Egyesült Királyság, Dél-Afrika, Kanada, az Egyesült Államok és Venezuela rendelkeztek a legnagyobb portugál közösségekkel. A Luxemburgban élő portugálok az ország népességének 13%-át alkotják: a közel 59000 portugál nagy része az 1970-es évek óta érkezett és toronymagasan a legnagyobb etnikai csoportot alkotják a franciák (19000 fő) és az olaszok (18000 fő) előtt.
Becslések szerint 2006-ban kb. 500 000 portugál származású személy élt az Egyesült Királyságban, míg a Portugáliában született bevándorlók száma kb. 50 000 volt. A legtöbben Londonban élnek, elsősorban Kensington és Chelsea, Lambeth és Westminster kerületekben.

## Fordítás
- Ez a szócikk részben vagy egészben  a   Portuguese people című angol Wikipédia-szócikk fordításán alapul.  Az eredeti cikk szerkesztőit annak laptörténete sorolja fel. Ez a jelzés csupán a megfogalmazás eredetét és a szerzői jogokat jelzi, nem szolgál a cikkben szereplő információk forrásmegjelöléseként.